# 罗雄龙
罗雄龙（INN：rosterolone；开发代号：SH-434），也叫17α-丙基美睾酮（17α-propylmesterolone）是一种类固醇抗雄激素，于1984年首次被描述，开发用于局部给药，但从未上市。它在治疗痤疮方面显示出一定的功效，但无论是局部还是全身给药都缺乏全身作用。